# شهرستان لی (کنتاکی)
شهرستان لی، کنتاکی (به انگلیسی: Lee County, Kentucky) یک سکونتگاه مسکونی در ایالات متحده آمریکا است که در کنتاکی واقع شده‌است.